# Kachuga tecta
Kachuga tecta är en sköldpaddsart som beskrevs av den brittiske zoologen John Edward Gray 1831. Kachuga tecta ingår i släktet Kachuga och familjen Geoemydidae. IUCN kategoriserar arten globalt som livskraftig. Inga underarter finns listade i Catalogue of Life.
Arten förekommer i Asien från Pakistan till nordöstra Indien och Bangladesh.